# Дегнер, Эрнст
Эрнст Еуген Воцлавек (нем. Ernst Eugen Wotzlawek, более известный как Эрнст Дегнер нем. Ernst Degner; 22 сентября 1931, Гливице, Верхняя Силезия — 10 сентября 1983, Арона, Испания) — немецкий мотогонщик, первый чемпион мира по шоссейно-кольцевых мотогонок серии MotoGP в классе 50сс. Известен благодаря эмиграции на Запад в 1961 году. Выиграл первый чемпионат MotoGP для Suzuki.

## Биография
Эрнст Дегнер был известным мотогонщиком, что выступал в чемпионате мира по шоссейно-кольцевым мотогонкам MotoGP за восточно-немецкую команду MZ в период 1956-1961 годов. Он также был профессиональным инженером, который сыграл важную роль для развития марки. Спортивный департамент компании тогда возглавлял бывший нацистский инженер Вальтер Кааден, который в своё время на секретном полигоне Пенемюнде занимался разработкой ракет Фау-1 и Фау-2.
Эрнст родился в Гливице с фамилией Воцлавек, но его отец поменял свою фамилию на немецкое Дегнер. Ещё до войны отец умер, и в послевоенное время Эрнст вместе с мамой и сестрой переехал в городок Луккау на юго-восток от Берлина. Через полгода мама умерла, и Эрнст в возрасте 14 лет остался сиротой.
Он начал свою спортивную карьеру в начале 1950-х в Восточной Германии. В 1957 году он выиграл национальный чемпионат в классе 125сс на мотоцикле марки MZ, одержав семь побед.
В 1957 году Дегнер дебютировал в чемпионате мира. В 1959-м он одержал свою первую победу на гонках Гран-При, выиграв Гран-При Наций в Монце в классе 125сс. В следующем году он занял 3-е место в общем зачёте того же класса, уступив гонщикам MV Agusta Карло Уббиали и Гарри Хокингу, одержав одну победу в сезоне на Гран-При Бельгии в Спа.
В 1961 году Эрнст Дегнер имел реальные шансы на победу в классе 125сс чемпионата мира с MZ. На предпоследнем этапе календарю, Гран-При Швеции, он мог бы получить титул чемпиона досрочно, но в его мотоцикл сломался двигатель. После этой неудачи он, как и прежде, лидировал в серии перед последней гонкой сезона, Гран-При Аргентины, с двумя очками преимущества над австралийцем Томом Филлисом на Honda, который шёл вторым. Но после гонки Дегнер на автомобиле переехал в Гедсер, Дания, где сел на паром, на котором попал в Западную Германию. Оттуда он поехал в Диллинген на франко-германской границе и встретился с женой и семьей, которые уже благополучно сбежали в Западную Германию.
В ноябре 1961 года японская компания Suzuki наняла его, и он переехал в Хамамацу (Япония), чтобы выступать за неё в гонках зимой. Дегнер, вероятно, взял с собой некоторую информацию о технических решениях MZ в разработке мотоциклов. Это проложило путь для японского господства мотогонщиков в последующие десятилетия. По разным источникам, Эрнст прибыл на завод Suzuki в Хамамацу под псевдонимом «Евгений Мюллер» из Цюриха, возможно, прихватив с собой некоторые запчасти — цилиндр, поршень, коленчатый вал и некоторые чертежи. Он принял участие в разработке новых мотоциклов Suzuki для участия в классах 50сс и 125сс. Его главной задачей было помочь создать новый двигатель для мотоцикла класса 125сс, который должен был выдавать минимум 22 лошадиных силы мощности. Разработана модель RT125 была точным зеркальным отражением двигателя MZ и смогла выработать 24 лошадиных сил.
В следующем, 1962 году Эрнст Дегнер выиграл первый чемпионат мира в новом 50-кубовому классе, а также первый титул для Suzuki в «Больших призах». В том сезоне он выступал на мотоцикле, мощность двигателя которого составляла всего 8 лошадиных сил, а максимальная скорость составляла 90 миль в час при попутном ветре.
За время своей спортивной карьеры, Эрнст Дегнер стартовал в 59 Гран-При, 38 раз поднимался на подиум и одержал 7 побед в классе 50сс и 8 — в 125сс, установив 13 быстрых кругов.
После завершения гоночной карьеры, его семья распалась, он жил в Западной Германии, работая в службе технической подготовки персонала дилерского отделения Suzuki.
Быстрый правый поворот на автомотодроме Suzuka Circuit в Японии, был назван «Degner» в его честь. В этом месте Эрнст разбил свой мотоцикл Suzuki во время проведения Всеяпонских соревнований в классе 250сс в 1966 году, что положило конец его карьере. Много исторических источников подают причину присвоения названия поворота как: «гонщик Дегнер погиб на Suzuka». На самом же деле в аварии он получил ужасные ожоги и впоследствии стал зависимым от лекарств; возможно, его смерть наступила от передозировки ими. Он умер при загадочных обстоятельствах на Канарских островах 10 сентября 1983 года, имея лишь 51 год. В течение многих лет ходят слухи, что Эрнст Дегнер покончил жизнь самоубийством, или он умер в результате поздней мести восточногерманской секретной полиции.